# Voyage 200

Programmeditor für TI-Basic auf dem Voyage 200

Der Voyage 200 ist ein grafikfähiger Taschenrechner, der von Texas Instruments (TI) entwickelt wurde.
Das erste Modell kam 2002 auf den Markt. Seine Vorgänger sind der TI-92 und der TI-92 Plus.
Der Voyage 200 besitzt eine QWERTY-Tastatur. Er verfügt über ein Computeralgebrasystem für symbolische Berechnungen in Algebra, Analysis, Matrizenrechnung etc. Im Gegensatz zu seinem Vorgänger verfügt der Voyage 200 zusätzlich noch über eine eingebaute Uhr zur Durchführung zeitkritischer Experimente und Simulationen.
Mit Hilfe eines zusätzlichen, speziellen USB-Verbindungskabels, das sogenannte TI-Graphlinkkabel, besteht die Möglichkeit, mit der Software TI Connect von Texas Instruments zusätzliche Programme für bestimmte mathematische Probleme oder für spezielle Themenbereiche (zum Beispiel EEPro und EE200 für Probleme und Anwendungen der Elektrotechnik) auf den Taschenrechner zu laden. Mittlerweile gibt es zu nahezu jedem Schulfach ein passendes Programm (z. B. TI Vok, ein Vokabel-Trainer). Zudem gibt es noch ein Rechner-zu-Rechner-Kabel, mit dem verschiedene Daten zwischen den Rechnern ausgetauscht werden können. Es gibt auch Programme, die nichts mit der schulischen Anwendung zu tun haben, so zum Beispiel Spiele oder zusätzliche Tools wie Passwortsperren.

## Eigenschaften
Die nachfolgende Tabelle zeigt die technischen Eigenschaften des Voyage 200 im Vergleich zu TI-89 und TI-92.
|                      |                      | TI-92               | TI-92 II            | TI-92 Plus          | TI-89                  | TI-89 Titanium     | Voyage 200             |
| -------------------- | -------------------- | ------------------- | ------------------- | ------------------- | ---------------------- | ------------------ | ---------------------- |
| Prozessor            | Prozessor            | MC68000             | MC68000             | MC68000             | MC68000                | MC68000            | MC68000                |
| Taktfrequenz         | Taktfrequenz         | 10 MHz              | 10 MHz              | 12 MHz              | 10 MHz                 | 12 MHz             | 12 MHz                 |
| RAM,                 | gesamt               | 128 kB              | 256 kB              | 256 kB              | 256 kB                 | 256 kB             | 256 kB                 |
| RAM,                 | verfügbar a          | 70 kB               | 136 kB              | 188 kB              | 188 kB                 | 188 kB             | 188 kB                 |
| Flash ROM,           | gesamt               | 1 MB                | 1 MB                | 2 MB                | 2 MB                   | 4 MB               | 4 MB                   |
| Flash ROM,           | verfügbar a          | –                   | –                   | 702 kB              | 639 kB                 | 2,7 MB             | 2,7 MB                 |
| Bildschirmtyp        | Bildschirmtyp        | monochrom           | monochrom           | monochrom           | monochrom              | monochrom          | monochrom              |
| Bildschirmauflösung  | Bildschirmauflösung  | 240 × 128 Pixel     | 240 × 128 Pixel     | 240 × 128 Pixel     | 160 × 100 Pixel        | 160 × 100 Pixel    | 240 × 128 Pixel        |
| Stromversorgung      | Stromversorgung      | 4 × Mignon-Batterie | 4 × Mignon-Batterie | 4 × Mignon-Batterie | 4 × Micro-Batterie     | 4 × Micro-Batterie | 4 × Micro-Batterie     |
| Stromversorgung      | Stromversorgung      | 1 × CR2032          | 1 × CR2032          | 1 × CR2032          | 1 × CR1616 oder CR1620 | 1 × SR44           | 1 × CR1616 oder CR1620 |
| Erstveröffentlichung | Erstveröffentlichung | 1995                | 1996                | 1998                | 1998                   | 2004               | 2002                   |

## Funktionsübersicht
- Alle Funktionalitäten des TI-89 Titanium, jedoch mit QWERTY-Tastatur und leistungsstarker Geometriesoftware
- Kompatibel zu allen TI-89/TI-92-Plus-Programmen und Unterrichtsmaterialien. Kompatibel mit allen TI-92-Plus-Software-Applikationen
- Funktionen-, Polar-, Parameter-, Sequenz-, 3D-Grafik
- Analytische und numerische Lösung von Differentialgleichungen
- Lösung von komplexen Gleichungen
- Text-, Daten- und Programmeditor
- Programmierbar mit TI-Basic, einer Basic-ähnlichen Programmiersprache, dem 68-K-Assembler oder C (mithilfe des TIGCC-Compilers).
- Anschluss für TI-89/92/V200 ViewScreen
- Zahlreiche Applikationen vorinstalliert
- Fensterbasierte und ereignisgesteuerte Benutzeroberfläche

## Softwarefehler
Der TI Voyage 200 produziert mit seiner Software kleinere Rechenfehler, etwa
- sign(0)=±1 (korrekt:0 (per Definition, siehe Signumfunktion))
- taylor(cos(x),x,2,360°)=1-3.49065850399E-15*(x-360.) (korrekt:1 (numerischer Rundungsfehler))
- Bei setMode("Angle", "DEGREE"): {\displaystyle {\frac {\mathrm {d} }{\mathrm {d} x}}\left(\sin(x)\right)={\frac {\pi \cdot \cos(x)}{180}}} (korrekt: cos(x) (es sei denn, man mag wirklich die Verzerrung aufgrund der Degree-Einheit haben))
- Bei setMode("Angle", "DEGREE"): {\displaystyle \int \cos(x)\,\mathrm {d} x={\frac {180\cdot \sin(x)}{\pi }}} (korrekt: sin(x)), analoges gilt für bestimmte Integrale
- ∫(x^n,x,c)=x^(n+1)/(n+1)+c (Fehlt Warnung, dass es für n=-1 nicht korrekt ist)[1]
- ∫((2*x^2+1)*e^(x^2),x)=2*∫(x^2*e^(x^2),x)+∫(e^(x^2),x) (richtig, aber Lösung wäre: x*e^(x^2))[1]
- bei setMode("Exact/Approx","APPROXIMATE") ∫(1/x,x,0,∞)=66.132515757963 (korrekt:∞, es wird aber „Questionable accuracy“ angemerkt)[1]
- bei setMode("Exact/Approx","APPROXIMATE") zeros(tan(x)-x,x) fehlen einige Lösungen)[1]
- cSolve(z+2*i*conj(z)=8+7*i,z): z=22/5-9/5*i (korrekt:z=2+3*i)[1]
- sin(z*π)|sin(π*z)=0 ⇒ sin(π*z) (richtig, aber 0 wäre sinnvoller, analog zu sin(z*π)|sin(z*π)=0 ⇒ 0)
- desolve(y''+k*y=0 and y(0)=0 and y(π)=0,x,y) ⇒ y=0 (korrekt: y=@1*sin(n*x)n∈ℤ mit n^2=k; y=0 ist richtig, aber die triviale Lösung ist i. d. R. nicht gesucht)
- solve(x^2/x=0,x) ⇒ x=0 (korrekt: "undef" oder "false")
- solve(x=∞,x) ⇒ false (korrekt: x=∞)
- "APPROX": 10^-1000 ⇒ 0[keine Warnung] bzw. 10^1000 ⇒ ∞[Warning: Overflow replaced by ∞ or -∞] (korrekt: "Error: Overflow")

## Zubehör
- TI-CBR 2 Texas Instruments Calculator-Based-Ranger – mithilfe dieses anschließbaren Ultraschallbewegungssensors, der nach dem Sonarprinzip arbeitet, wird der Voyage 200 zur Messstation. Es können Entfernungen, Geschwindigkeiten und Beschleunigungen gemessen werden. Abtastrate bis 200 Punkte/Sekunde, max. 512 Datenpunkte.
- TI-CBL II Texas-Instruments-Daten-Analyse-Gerät inklusive drei Sensoren (Licht/Strom/Temperatur) – nimmt etwa 12.000 Datensätze (abhängig vom freien Speicher) auf mit einer Rate von bis zu 50.000 Sätzen pro Sekunde und pro Kanal.
- Vernier LabPro – umfangreiche Messstation, an die viele verschiedene Sensoren angeschlossen werden können.
- OHP Bildschirm – ein anschließbarer, transparenter Bildschirm, der auf einen Tageslichtprojektor gelegt werden kann, um so ein vergrößertes Bild an die Wand projizieren zu können. Dies ist vor allem bei Einsätzen in Schulen und Universitäten von Nutzen.